# Talk (Yes)
Talk è il 14º album in studio del gruppo di rock progressivo britannico Yes, pubblicato nel 1994.

## Storia
Fu la prima pubblicazione degli Yes per una etichetta indipendente (fino ad allora il gruppo aveva inciso per la Atlantic e la Arista), e l'ultimo album con Trevor Rabin. L'album doveva inizialmente essere realizzato dalla formazione a otto membri nata all'epoca del precedente album Union; l'abbandono di Bill Bruford, Steve Howe e Rick Wakeman, invece, riportò gli Yes alla formazione dell'album 90125, i cosiddetti "Yeswest", con Jon Anderson alla voce, Chris Squire al basso, Tony Kaye alle tastiere, Trevor Rabin alla chitarra e Alan White alla batteria.
In Talk come nei precedenti album "Yeswest", Rabin ebbe un ruolo centrale come compositore e arrangiatore, arrivando persino a scrivere alcune parti di basso D'altra parte, quest'album fu il primo in cui Rabin e Anderson collaborarono effettivamente come compositori (nei precedenti lavori "Yeswest", Anderson era intervenuto quando i brani erano già sostanzialmente pronti, aggiungendo solo qualche tocco personale).
Dopo il tour di Talk, Kaye e Rabin abbandonarono definitivamente il gruppo.

## Accoglienza
Talk fu accolto molto bene da buona parte della critica, ma ebbe anche numerosi detrattori. Fu anche il primo album degli Yes a non raggiungere lo status di disco d'oro.In parte contribuì il fallimento della Victory Music, etichetta che aveva pubblicato l'album, che quindi non fu promosso adeguatamente. Raggiunse la posizione #20 in Inghilterra e #33 negli Stati Uniti.

## Copertina
La copertina di Talk fu realizzata dall'artista pop Peter Max.

## Tracce
Tutti i brani sono di Jon Anderson, Trevor Rabin e Chris Squire eccetto dove indicato diversamente.
1. The Calling - 6:55
2. I Am Waiting (Jon Anderson/Trevor Rabin) - 7:24
3. Real Love - 8:47
4. State Of Play (Jon Anderson/Trevor Rabin) - 4:59
5. Walls (Jon Anderson/Trevor Rabin/Roger Hodgson) - 4:56
6. Where Will You Be - 6:07
7. Endless Dream  - 15:43
  1. Silent Spring (Trevor Rabin) - 1:55, che richiama il libro di Rachel Carson Silent Spring (Primavera silenziosa)
  2. Talk (Jon Anderson/Trevor Rabin) - 11:55
  3. Endless Dream (Jon Anderson/Trevor Rabin) - 1:53

Talk è stato rimasterizzato e ripubblicato nel 2002 unendo le tre sezioni di 'Endless Dream' in un unico brano e con una traccia bonus: 'The Calling' in versione estesa, originariamente fornita alle emittenti radio per promuovere il disco.

## Formazione
- Jon Anderson - voce
- Trevor Rabin - chitarra, tastiere e voce
- Chris Squire - basso e voce
- Tony Kaye - organo hammond
- Alan White - batteria